# Kormoran plamisty
Kormoran plamisty (Leucocarbo onslowi) – gatunek dużego ptaka z rodziny kormoranów (Phalacrocoracidae). Jest endemitem Wysp Chatham (Nowa Zelandia).
Jest to gatunek monotypowy. Dawniej często bywał uznawany za podgatunek kormorana szorstkodziobego (Leucocarbo carunculatus).
Długość ciała około 63 cm; masa ciała 1790–2400 g. Obie płcie są do siebie podobne.
Jego naturalnym środowiskiem jest morze i skaliste wybrzeża. Żerując, nie oddala się dalej niż kilka kilometrów od brzegu.
W Czerwonej księdze gatunków zagrożonych Międzynarodowej Unii Ochrony Przyrody został zaliczony do kategorii CR (krytycznie zagrożony). Zasięg występowania kormorana plamistego jest bardzo mały, a liczebność populacji maleje. Zagrożeniem dla niego jest rolnictwo oraz zdziczałe ssaki domowe. W 2011 roku naliczono 355 par lęgowych.